# Gola Gokarannath
Gola Gokarannath là một thành phố và là nơi đặt ban đô thị (municipal board) của quận Kheri thuộc bang Uttar Pradesh, Ấn Độ.

## Nhân khẩu
Theo điều tra dân số năm 2001 của Ấn Độ, Gola Gokarannath có dân số 53.832 người. Phái nam chiếm 53% tổng số dân và phái nữ chiếm 47%. Gola Gokarannath có tỷ lệ 68% biết đọc biết viết, cao hơn tỷ lệ trung bình toàn quốc là 59,5%: tỷ lệ cho phái nam là 73%, và tỷ lệ cho phái nữ là 62%. Tại Gola Gokarannath, 14% dân số nhỏ hơn 6 tuổi.